# Magerfisktjärnen
Magerfisktjärnen är en sjö i Krokoms kommun i Jämtland och ingår i Indalsälvens huvudavrinningsområde. Magerfisktjärnen ligger i Gråberget-Hotagsfjällen Natura 2000-område.